# 柄囊薹草
柄囊薹草（学名：Carex stipitiutriculata）为莎草科薹草属的植物，为中国的特有植物。分布在中国大陆的云南省等地，生长于海拔3,600米的地区，见于高山沼泽，目前尚未由人工引种栽培。

## 异名
- Carex stipitiformis P. C. Li, nom. nud.